# کنفوده
کنفوده (به فرانسوی: Guenfouda) یک شهرک در مراکش است که در استان جراده واقع شده‌است. کنفوده ۵٬۷۴۸ نفر جمعیت دارد.